# Project STAR
A Project STAR (angolul: Steps to Achieving Resilience, „Lépések a rugalmasság eléréséhez”) az Amerikai Egyesült Államok szövetségi kormánya által finanszírozott program volt az Oregon állambeli Lane megye alacsony jövedelmű családokat megcélzó Head Start programjában részt vevő óvodások bevonásával. Az Oregoni Egyetem Tanárképző Intézete által 1999 és 2003 között végzett megfigyelések célja a veszélyeztetett gyermekek készségeinek fejlesztése volt a célirányos foglalkoztatások számának növelésével. Vezetői Ruth Kaminski és Beth Stormshak voltak.
A program keretében elsősorban a gyermekek társas készségeit kívánták fejleszteni, amely a családjuk közvetlen bevonásával történt.

## Iskolai viselkedés
A projekt célja a tanárok műveltségfejlesztési készségeinek növelése, melynek keretében figyelték az órarendet, a napirendet, valamint a gyermekek társas viselkedését. Az oktatókkal később ezeket gyakoroltatták. Másik fontos összetevő volt a játékokon keresztüli készségfejlesztés.

## Családi kapcsolatok
A vizsgálatban a szülők és a gyermekek kapcsolatát figyelték meg, és a szülőket kapacitálták az aktív fegyelmezésre. A családlátogatások során a nyelvi készségeket felolvasások segítségével vizsgálták. A gyermekek fejlődésével a kutatás célja a fonológiai figyelemre összpontosult.

## Fordítás
- Ez a szócikk részben vagy egészben  a   Project STAR című angol Wikipédia-szócikk ezen változatának fordításán alapul.  Az eredeti cikk szerkesztőit annak laptörténete sorolja fel. Ez a jelzés csupán a megfogalmazás eredetét és a szerzői jogokat jelzi, nem szolgál a cikkben szereplő információk forrásmegjelöléseként.